# Flügelmann
Das Wort Flügelmann (englisch Wingman) leitet sich vom militärischen Begriff Flügel für das seitliche Ende einer Front her.
Der Flügelmann ist der äußerst rechts im ersten Glied stehende Soldat einer angetretenen Einheit. Da angetretene Soldaten sich nach den vor ihnen und rechts neben ihnen stehenden Soldaten ausrichten müssen, also in einer Reihe hinter den vor ihnen und in einer Linie neben den rechts von ihnen stehenden, gibt der Flügelmann die Richtung für die gesamte Einheit vor. In Zeiten der Lineartaktik gab der Flügelmann damit neben der Richtung des Vorgehens auch die Geschwindigkeit für das Vorrücken einer gesamten Einheit vor. Aus diesem Grunde wurden gewöhnlich besonders zuverlässige Soldaten als Flügelmänner ausgewählt und bestimmt.

## Luftfahrt
In Luftstreitkräften wird das Wort auch heute noch als taktischer Begriff benutzt, jedoch meist in der englischen Version Wingman. Ein Wingman ist ein Pilot, der einen anderen Piloten in einem feindlichen Umfeld unterstützt.
Mit Wingman bezeichnete man ursprünglich ein Luftfahrzeug, das seitlich und leicht nach hinten versetzt neben dem führenden Flugzeug in einer Formation fliegt.
Diese Formation dient folgenden Zwecken:
1. Um bessere gegenseitige Unterstützung in einem feindlichen Umfeld zu ermöglichen.
2. Um die gegnerische Luft/Luft- und Boden/Luftverteidigung zu überlasten.
3. Unter Instrumentenflugbedingungen die Anzahl der Funkteilnehmer zu reduzieren (IFR Close Formation = enger Verbandsflug unter Kontrolle der zivilen Flugsicherung, z. B. DFS Deutsche Flugsicherung)
4. Weniger bedeutend: zum Vermindern des Treibstoffverbrauches, indem Verwirbelungen an den Flügelspitzen genutzt und damit der Luftwiderstand der Folgenden verringert wird.

Bei der deutschen Luftwaffe ist der Flügelmann Teil einer Rotte aus zwei bis zu drei Flugzeugen („Rottenflieger“, ehemals auch Kaczmarek) oder eines Schwarms bei mindestens vier oder mehr Flugzeugen in einer Formation. Die Rotte hat einen Rottenführer, ggf. einen stellvertretenden Rottenführer, der Schwarm hat einen Schwarmführer, ggf. einen stellvertretenden Schwarmführer und zusätzlich die nötige Anzahl von Rottenführern, zum Beispiel in einer taktischen Acht-Schiff.
Auf der Internationalen Luft- und Raumfahrtausstellung ILA 2024 in Berlin stellte das Rüstungsunternehmen Airbus Defence and Space ein Drohnenkonzept unter dem Namen "Wingman" vor.

## Trivia
In Anlehnung an den Begriff wird als Wingman auch eine Person bezeichnet, die im gesellschaftlichen Zusammenspiel einen Freund oder Bekannten dabei unterstützt, neue potentielle Partner kennenzulernen. Im engeren Sinne ist dabei das Kennenlernen von Frauen als mögliche Sexualpartner gemeint. Diese Wortverwendung geht zurück auf den Roman Väter und Söhne aus dem Jahr 1862, in dem der Charakter Matvei Ilich zu Arkady spricht: „I’ll introduce you to our local young ladies, I’ll take you under my wing.“ Weiterhin wurde die Wortverwendung populär durch die Filme Top Gun (1986) und Swingers (1996) und besonders durch die Serie How I Met Your Mother.
Die Missing Man Formation, die als Ehrenformation für gefallene Soldaten der Luftstreitkräfte geflogen wird, wird auch als Missing Wingman Formation bezeichnet.